# 西井幸人
西井 幸人（にしい ゆきと、1995年6月14日 - ）は、日本の俳優・タレント。2021年9月末日までワタナベエンターテインメントに所属し、若手男性俳優集団D2およびD-BOYSのメンバーとして活動していた。
ワタナベエンターテインメント退社後、フリー期間を経て、Office NOVAI entertainmentに所属。愛称はゆっきー。

## 来歴
幼少期からよく街頭でスカウトを受けていたが、断り続けていた。小学生の頃にバラエティ番組のロケなどを見かけ、「他人と違うことがやってみたい」と芸能界に興味を持つようになる。
2008年、第5回D-BOYSオーディションにて準グランプリを受賞。2008年の時点ではD-BOYSオーディション史上最年少受賞者（当時12歳）であった。
2009年7月、D2の結成メンバーになる。
2010年5月、舞台『ミュージカル黒執事』にて、シエル・ファントムハイヴ役を演じ、俳優デビュー。同年公開の『告白』で映画初出演。殺人事件の主犯格である少年A（渡辺修哉）役を演じ、主演の松たか子や共演の藤原薫や橋本愛らとともに舞台挨拶に登壇した。以降、『鈴木先生』など映画・テレビドラマに出演する。
2013年、D2総出演の舞台『Dステ 12th「TRUMP」』にて主演を務める。同年10月、D2がD-BOYSに加入し、D-BOYSメンバーとなる。
2021年9月30日、同日での所属事務所退社とD-BOYS卒業を発表。
その後、フリーで活動をしながら一人称視点のショートムービーなどを発信している。
2023年7月24日にOffice NOVAI entertainmentへの所属を発表している。

## 人物
趣味のひとつに料理を挙げている。惣菜はもとより、スイーツなども作る。それらを写真に収め「幸飯（幸人が作ったご飯）」のハッシュタグをつけて自身のSNSにアップしている。
温泉や岩盤浴でリフレッシュすることが好きである。
NSC東京校27期のお笑いトリオ・かけおちと友人である。

## 主な出演作品

### テレビドラマ
- 忠臣蔵〜その男、大石内蔵助（2010年12月25日、テレビ朝日） - 大石主税 役
- 鈴木先生（2011年4月25日 - 6月27日、テレビ東京） - 岬勇気 役
- 花ざかりの君たちへ〜イケメン☆パラダイス〜2011（2011年7月10日 - 9月18日、フジテレビ） - 中央千里 役
- 鈴子の恋（2012年1月5日 - 3月30日、東海テレビ） - 橋口良太（幼少期）役
- ティーンコート 第5話・6話（2012年2月7日・2月14日、日本テレビ） - 近衛雄一郎 役
- 黒の女教師（2012年7月20日 - 9月21日、TBS） - 杉本順平 役
- 新春ワイド時代劇 白虎隊〜敗れざる者たち（2013年1月2日、テレビ東京） - 井深茂太郎 役
- 35歳の高校生（2013年4月13日 - 6月22日、日本テレビ） - 三枝鉄平 役
- 彼岸島（2013年10月25日 - 12月27日、毎日放送） - ポン 役
- D-BOYS ショートフィルムフェスティバル「Breed in 10 hours」（2014年1月24日、朝日放送）
- 死神くん 第5話（2014年5月23日、テレビ朝日） - 佐藤誠 役
- 新・刑事吉永誠一 第7話（2014年11月28日、テレビ東京） - 増谷陸 役
- 子連れ信兵衛 第4話（2015年12月4日、NHK BSプレミアム） - 孝太郎 役
- 夏目家どろぼう綺談（2016年1月3日、テレビ朝日） - ロク 役
- 仮面ライダーエグゼイド 第25話・第26話（2017年4月2日・9日、テレビ朝日）- テンマ / ライドプレイヤー（声） 役
- 伝七捕物帳 第2シリーズ 第7話（2017年9月15日、NHK BSプレミアム） - 太一 役
- 相棒 season16 第4話（2017年11月8日、テレビ朝日） - 森山健次郎 役
- 小吉の女房 第5話（2019年2月8日、NHK BSプレミアム / 2月6日、NHK BS4K / 8月31日、NHK総合） - 留吉 役

### Webドラマ
- ファイブ（2017年6月30日 - 8月17日、フジテレビオンデマンド） - 有沢ナオ 役

### 映画
- 告白（2010年6月5日） - 少年A 渡辺修哉 役
- ポールダンシングボーイ☆ず（2011年5月28日） - ユキト 役
- もし高校野球の女子マネージャーがドラッカーの『マネジメント』を読んだら（2011年6月4日） - 桜井祐之助 役
- おおかみこどもの雨と雪（2012年7月21日） - 雨 役（声の出演）[9]
- 悪の教典（2012年11月10日） - 高木翔 役
- 鈴木先生（2013年1月12日） - 岬勇気 役
- 映画刀剣乱舞-継承-（2019年1月18日） - 森蘭丸 役
- 劇場版 ウルトラマンR/B セレクト！絆のクリスタル（2019年3月8日） - 戸井ゆきお 役

### 舞台
- ミュージカル黒執事 -The Most Beautiful DEATH in The World- 千の魂と堕ちた死神（2010年5月3日 - 9日〈東京〉、2010年5月15日 - 16日〈愛知〉、2010年5月21日 - 23日〈大阪〉、2013年5月17日〈東京再演〉、2013年6月8日 - 9日〈大阪再演〉） - シエル・ファントムハイヴ 役
- Dステ 12th「TRUMP」（2013年1月23日 - 2月10日） - ソフィ・アンダーソン / ウル・デリコ 役
- 死ンデ、イル。（2013年12月12日 - 22日）
- 無意味な花園（2014年9月2日 - 7日）
- スーパーエンタープライズ（2015年4月29日 - 5月3日）
- 寝盗られ宗介（2016年4月16日 - 5月29日、シアター1010/大阪松竹座/ももちパレス/刈谷市総合文化センター/新橋演舞場） - 猿の彦次郎 役[10]
- Dステ 19th「お気に召すまま」（2016年10月14日 - 11月20日） - シーリア 役
- ナナマル サンバツ THE QUIZ STAGE（2018年5月4日 - 9日） - 越山識 役
  - ナナマル サンバツ THE QUIZ STAGE ROUND2（2019年5月3日 - 8日） - 越山識 役
  - ナナマル サンバツ THE QUIZ STAGE O（オー）（2021年1月6日 - 17日） - 越山識 役
- 魔法使いの嫁（2019年10月5日 - 14日） - ヨセフ 役
- 歌劇天守物語(2023年7月27日〜30日あうるすぽっと)-　亀姫 役
- ミュージカル「時をかける少女」（2023年10月6日 - 10日、日本橋公会堂）-　森蘭丸　役
- img「片思いの天使たち」（2023年11月1日 - 5日、ザ・ポケット） - 主演（織田奈那とW主演）[11]
- コメディホラー×朗読歌劇「元彼女夜想曲」（2025年8月24日〈予定〉、草月ホール）[12]

### バラエティ
- おはスタ（テレビ東京）
- TV・局中法度!（2012年10月6日 - 2013年3月23日、テレビ神奈川/千葉テレビ放送/テレビ埼玉/サンテレビジョン） - 近藤周平 役、他
- ポケモンゲット☆TV（2013年10月6日 - 2015年9月27日、テレビ東京）

### ラジオドラマ
- 特集オーディオドラマ「春麻呂の夢」（2018年1月6日、NHK-FM） - 春麻呂 役[13]
- 青春アドベンチャー「月下花伝　時の橋を駆けて」（2018年1月8日 - 12日〈全5回〉、NHK-FM） - 武田怜人 役[14]
- 青春アドベンチャー「イッツ・ア・ビューティフルワールド」（2021年3月15日 - 26日〈全10回〉、NHK-FM） - 岩谷理輝 役[15]
- FMシアター「アキといたこと」（2023年4月1日、NHK-FM）[16]
- Spoonの次世代プロジェクト「Next Radio Star」（2024年8月9日 -、Spoon）[17]- 「西井幸人、諸用により ラジオドラマできません！？」見本番組DJとして参加
- FM シアター ｢うたかたビオトープ｣（2024年10月26日、NHK-FM）[18]

## 書籍

### 雑誌連載
- POTATO「なりきりゆっきー」（2011年 - 2014年、学研パブリッシング）

### 小説表紙
- いつも一緒。（著：たかちさ、2013年3月22日上下巻同時発売、集英社ピンキー文庫）